# أبهاكارا كيارتونجسي
أبهاكارا كيارتونجسي (بالتايلندية: พระเจ้าบรมวงศ์เธอ พระองค์เจ้าอาภากรเกียรติวงศ์ กรมหลวงชุมพรเขตอุดมศักดิ์)‏‏ (19 ديسمبر 1880 في بانكوك - 19 مايو 1923 ) رسام، وملاكم تايلندي، وضابط بحري، وطبيب من تايلاند.

## الجوائز
- نيشان آل تشاكري [الإنجليزية]‏
- نيشان الجواهر التسع
- نيشان تشولا تشوم كلاو
- نيشان الفيل الأبيض
- وسام القديسين موريس ولعازر [الإنجليزية]‏
- وسام الشمس المشرقة